# Кёртис, Оукли
Оукли Кёртис (англ. Oakley Curtis; 29 марта 1865 — 22 февраля 1924) — американский политик, член Демократической партии, 50-й губернатор штата Мэн.

## Молодость
Кёртис родился в Портленде, Мэн, 29 марта 1865 года. После окончания учёбы работал в банковском деле. Также возглавлял несколько трастовых компаний.

## Политическая карьера
В 1901 году Кёртис стал олдерменом Портленда, а в 1903—1904 годах работал в Палате представителей Мэна. В 1904 году был избран в Сенат штата Мэн, где служил до 1908 года. В 1911—1914 годах занимал должность мэра Портленда.

### Губернатор
В 1914 году Демократическая партия выдвинула Кёртиса на губернаторские выборы, которые он и выиграл. Во время его правительства были улучшены законы о труде для женщин и детей. Имел желание переизбраться, но проиграл.

## Личная жизнь
У Кёртиса и его жены Эдит Гамильтон было пять детей.